# ラサッナ・クリバリ
ラサッナ・クリバリ（Lassana Coulibaly, 1996年4月10日 - ）は、マリ・バマコ出身のサッカー選手。マリ代表。USレッチェ所属。ポジションは、ミッドフィールダー。

## クラブ経歴
SCバスティアの下部組織で育成され、2015年8月8日のスタッド・レンヌ戦でトップチームデビュー。2週間後のEAギャンガン戦で初ゴール。
2018年7月10日、レンジャーズFCにレンタル移籍した。
2019年8月21日、サークル・ブルッヘにレンタル移籍した。
2021年7月31日、セリエAに昇格したUSサレルニターナ1919に2025年までの4年契約で加入した。
2024年8月14日、USレッチェに移籍した。

## 代表
U20年代からマリ代表に選出され、トゥーロン国際大会2016に参加した。2016年9月4日のアフリカネイションズカップ2017予選・ベナン戦でA代表デビュー。